# Зебу
Зе́бу (лат. Bos taurus indicus) — подвид вида Bos taurus, распространённый на территории Индийского субконтинента. В отличие от европейской коровы (Bos taurus taurus), зебу не ведёт своё происхождение от евразийского подвида тура, а является потомком индийского тура (Bos primigenius namadicus). Сфера его наилучшего приживания — регионы с тропическим и субтропическим климатом. Он более приспособлен к такому климату, но в отношении важных для сельского хозяйства качеств менее усовершенствован планомерным разведением, чем европейские коровы. От европейской коровы зебу отличается наличием на загривке большого горба, иногда опушённого по краю шерстью, и кожными складками между передними ногами.

## Распространение

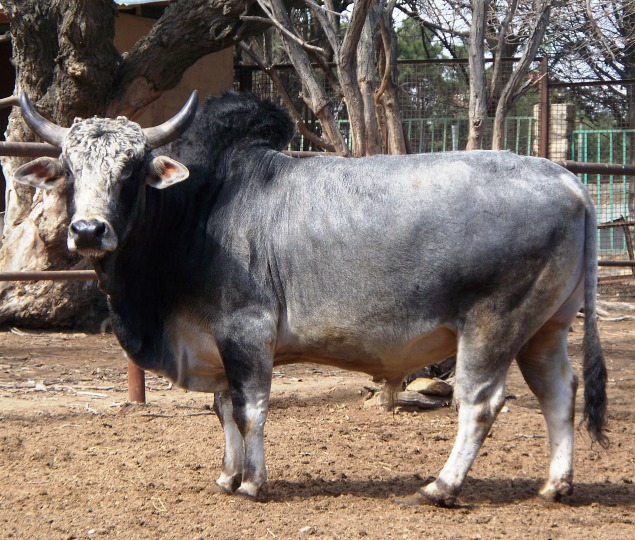
Зебу в Бакинском зоопарке

В Африке существуют многие породы, выведенные путём скрещивания зебу и европейских коров. С XX века зебу частично скрещивали с европейскими коровами и в других тропических регионах, чтобы повысить их устойчивость к высоким температурам и сделать менее уязвимым для тропических болезней. Чистокровные породы зебу дают, как правило, меньше молока и растут медленнее, чем европейские коровы.

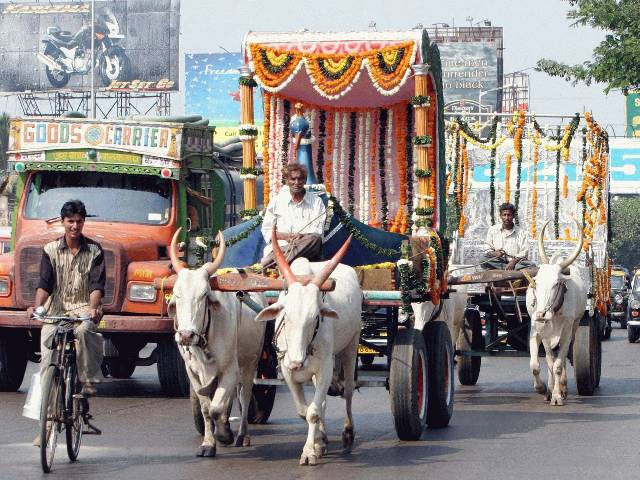
Запряжённые зебу в Мумбае, Индия

Зебу на Мадагаскаре считается священным. Но при этом зебу едят и приносят в жертву (ежегодно мальгаши общаются с предками посредством жертвоприношения). Только на самом острове насчитывается несколько разных пород зебу, в мире существует семьдесят пять их пород. Зебу сейчас живут в Африке, Индии, в Азербайджане, даже в Бразилии. Но на Мадагаскаре зебу в особом почёте. Они — один из символов острова, богатого экзотическими животными, как никакая другая точка в мире. Ещё и сейчас поголовье зебу больше, чем численность населения на Мадагаскаре. Отчасти это обусловлено тем, что иначе бы не хватало молока из-за низких удойных характеристик зебу. Но отчасти потому, что зебу по-прежнему остаётся для мадагаскарцев важным.
Зебу родом из Индонезии, в Африку их завезли несколько столетий назад, скорее всего для ритуальных целей. На Мадагаскаре зебу пришлись очень кстати: разведение горбатых коров стало вопросом престижа, залогом процветания и благополучия для островитян. Особенно важным считается сопроводить жертвой похороны человека.
Предположительно, с драматической многовековой засухой, которая произошла на Большом Ближнем Востоке, связан массовый приток генов от зебу (Bos indicus) к ближневосточным одомашненным коровам (Bos taurus), произошедший около 4 тыс. лет назад.

## Селекция зебу в России

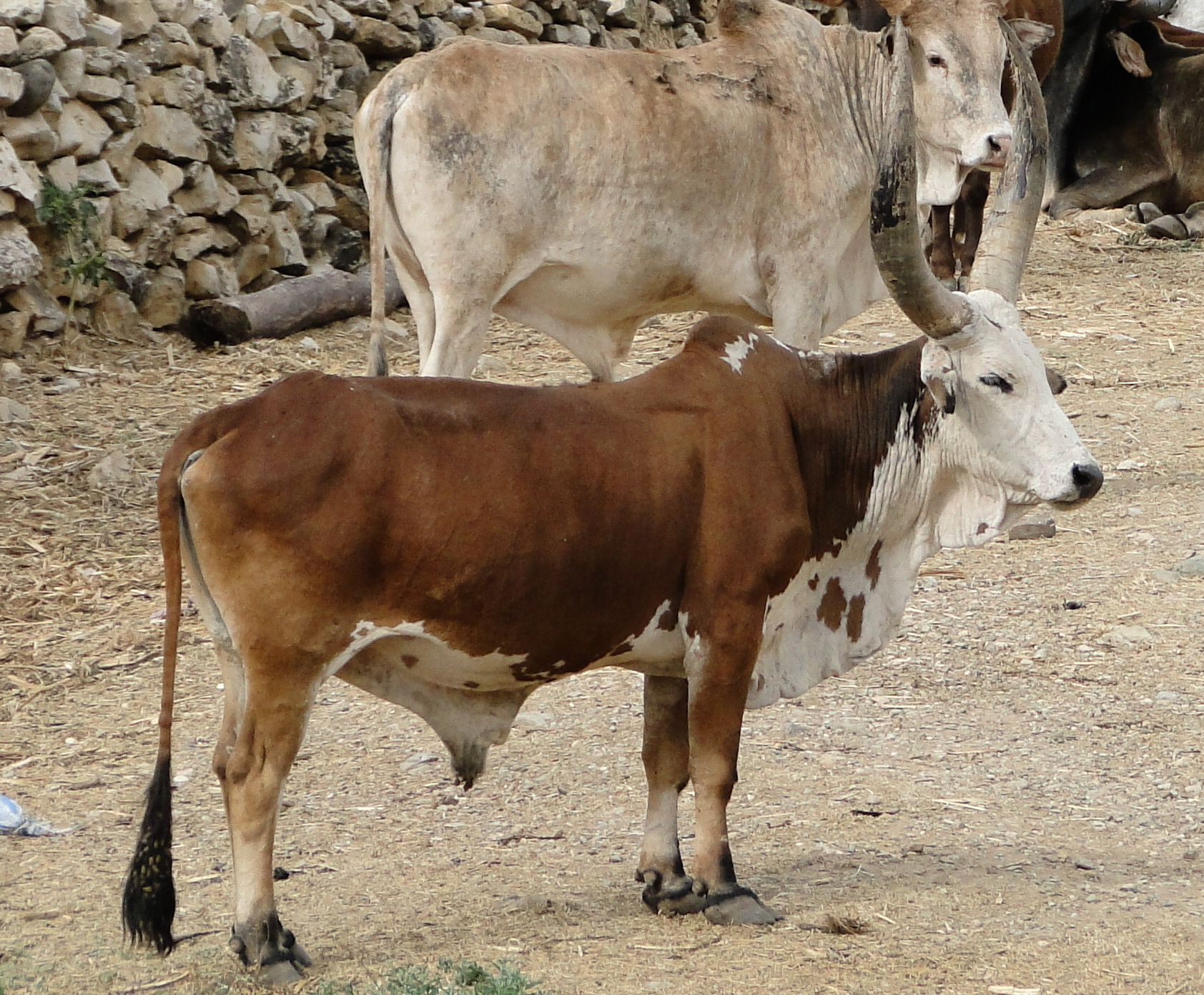
Зебу в Эфиопии

В течение многих поколений селекция молочного скота проводилась на высокую молочную продуктивность. В результате животные изнежены и недостаточно жизнеспособны, в частности, они не обладают высокой естественной устойчивостью к болезням и неблагоприятным факторам внешней среды. Одним из эффективных методов создания популяций животных с высокой естественной резистентностью является гибридизация пород молочного скота, в том числе с зебу.
Целью исследований является изучение эффективности использования в скрещивании быков-производителей с долей крови зебу на коровах молочного направления продуктивности для получения высокопродуктивных и резистентных к заболеванию животных. В результате планируется получение потомства с разной долей крови зебу для изучения хозяйственно-биологических особенностей гибридов зебу разной кровности в условиях Забайкалья.
В Научно-экспериментальное Хозяйство «Снегири», расположенное в Истринском районе Московской области, в начале 60-х годов привезли четырех быков зебу — из Индии, с Кубы, из Азербайджана и Новой Зеландии. Российские генетики искали выход по улучшению молочного скота отдаленной гибридизацией — скрещивание зебу с голштинской породой. К концу 80-х годов экспериментальное стадо зебувидных коров насчитывало около 4 тысяч голов. Средняя продолжительность жизни таких животных — 10 лет, надои молока — 9000 кг в год от одной коровы (в 2014 году в среднем по России надои составляли 4960 кг в год). На сегодня в Снегирях стадо зебувидных коров уменьшилось с 4 тысяч до 800 голов.

## Геральдика
Зебу присутствует в гербах городов и государств Африки. Государства, на гербе которых присутствует бык зебу:

Герб Ботсваны
Герб Мадагаскара
Герб Нигера